# Justus Strandes

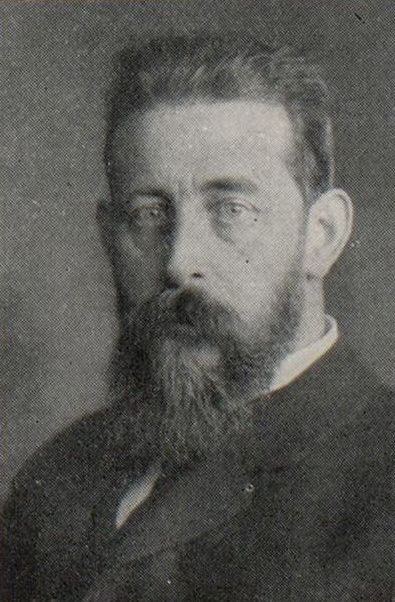
Justus Strandes, um 1912

Justus Strandes (* 4. Februar 1859 in Stade; † 16. Juli 1930 in Hamburg) war ein Hamburger Übersee-Kaufmann, Politiker und Hamburger Senator, der an der Einrichtung der deutschen Kolonie in Deutsch-Ostafrika beteiligt war.

## Kindheit und Ausbildung
Strandes Vater war als hannoverischer Beamter im königlichen Innenministerium tätig, von 1859 bis 1866 lebte Familie Strandes in Hannover. Nach der Niederlage des Königreiches Hannover 1866 und der Annexion durch Preußen wurde der Vater preußischer Regierungsrat und mit Familie ins preußische Münster versetzt. 1871 erlangte er eine Stelle in der hannoverischen Klosterkammer, und die Familie zog zurück nach Hannover. Anfang 1875 verließ Strandes das Gymnasium vorzeitig, um eine kaufmännische Lehre im Handelshaus Hansing & Co in Hamburg anzutreten. Diese Lehre schloss er nach drei Jahren erfolgreich ab, um im folgenden Jahr 1879 in der Niederlassung von Hansing & Co auf Sansibar tätig zu werden.

## Ostafrika
Hansing & Co besaß seit 1853 auf Sansibar eine Faktorei und war neben der Firma O'Swald & Co die zweite hanseatische Niederlassung auf Sansibar. Hansing & Co war auf Sansibar auf dem Gebiet Handel und Reederei aktiv, verdiente aber vor allem mit Bankgeschäften. Von 1879 bis 1881 war Justus Strandes Kommis, also Angestellter, in der Niederlassung auf Sansibar, von 1882 bis 1889 war er der Leiter der Niederlassung. Er hatte damit eine sehr einflussreiche Position inne und stand bis 1884 in enger Verbindung zum Sultan von Sansibar.
Als 1884 Carl Peters nach Sansibar kam, unterstützte Strandes dessen Anliegen, eine deutsche Kolonie in Ostafrika zu errichten, obwohl er Peters selbst persönlich ablehnte. Justus Strandes war ein Befürworter der kolonialen Idee in Ostafrika, vor allem glaubte er, dass Großbritannien kurz davor war, eine Kolonie in Ostafrika zu errichten. Um seine eigenen Interessen langfristig zu sichern, brach er das Vertrauen des Sultans von Sansibar, das er besaß, indem er den Sultan über die Absichten von Carl Peters belog. So konnte Peters ungehindert Sansibar verlassen. Außerdem versorgte Strandes Peters mit Geld, Informationen und Waffen. Peters wäre es ohne die Unterstützung Strandes' nicht möglich gewesen, schnell in Ostafrika Fuß zu fassen. Justus Strandes befürwortete, dass die von Peters mit Vasallen des Sultans ausgehandelten Schutzverträge vom Deutschen Reich anerkannt wurden, entgegen den vorherigen Ankündigungen des Auswärtigen Amtes. Strandes war somit ein wichtiger Geburtshelfer der deutschen Kolonien in Ostafrika und erlebte dabei den Untergang seines einstigen Verbündeten, des Sultans von Sansibar, mit.
Justus Strandes hatte im Sommer 1884 in Deutschland geheiratet und beschloss, als 1888 der so genannte „Araberaufstand“ in den deutschen Kolonien in Ostafrika ausbrach, mit Familie nach Deutschland zurückzukehren. Er traf 1889 in Sansibar noch auf Hermann von Wissmann und die mit ihm entsandten Truppen, die den Aufstand niederschlagen sollten. Mit dem Auftrag von Wissmann, in Kairo noch Soldaten anzuwerben, Munition zu kaufen und diese nach Ostafrika zu schicken, reiste Strandes mit Familie nach Kairo. Dort erledigte er die ihm übertragenen Aufträge und reiste weiter nach Hamburg.

## Hamburg
1890 kehrte Justus Strandes mit seiner Familie nach Hamburg zurück. Da er keine Anstellung im Auswärtigen Amt oder in der deutschen Kolonialverwaltung bekam, blieb er bei Hansing & Co und erlangte dort Prokura. In den folgenden Jahren fühlte er sich beruflich unausgelastet, er schrieb seine Erinnerungen nieder (veröffentlicht 2004) und arbeitete wissenschaftlich über Ostafrika. 1897 wurde Strandes Teilhaber bei Hansing & Co und im folgenden Jahr in den Kolonialrat berufen. Die Jahre bis 1907 waren vor allem durch die Expansion des Geschäftes geprägt; Hansing & Co eröffneten weitere Niederlassungen in Ostafrika. Dann wendete sich Strandes auch der Hamburger Kommunalpolitik zu und wurde Mitglied im Vorstand der Hamburger Handelskammer und Handelsrichter.
In den folgenden Jahren gelang Justus Strandes ein beispielloser Aufstieg, der durch die Erlangung zahlreicher einflussreicher Ämter dokumentiert wurde.
1908 wurde Strandes Mitglied der Hamburgischen Geographischen Gesellschaft sowie Vorsitzender des kaufmännischen Beirats des im selben Jahr neu gegründeten Hamburgischen Kolonialinstituts. Dieses Institut war die Keimzelle der späteren Universität Hamburg. Außerdem wurde Strandes im gleichen Jahr in den Vorstand der Deutschen Kolonialgesellschaft gewählt. Justus Strandes war sehr vermögend, in der im Jahre 1912 erschienenen Rangliste der Reichsten Hamburger ist Strandes mit einem Vermögen von rund 3,9 Millionen Mark unter den 100 reichsten Personen in Hamburg gelistet. 1912 wurde Strandes Aufsichtsratsvorsitzender der Deutschen Ost-Afrika-Linie (DOAL) und 1917 Mitglied des Aufsichtsrats der Commerzbank. In den 1920er Jahren war er Mitglied im Aufsichtsrat der Woermann-Linien, im Verwaltungsrat der Deutschen Reichspost, im Verwaltungsrat der Deutschen Ostafrika Bank sowie im Verwaltungsrat der Handelsbank Ostafrika. Seit 1913 war er Vorsitzender der Hamburger Abteilung der Kolonial Gesellschaft.

## Senator

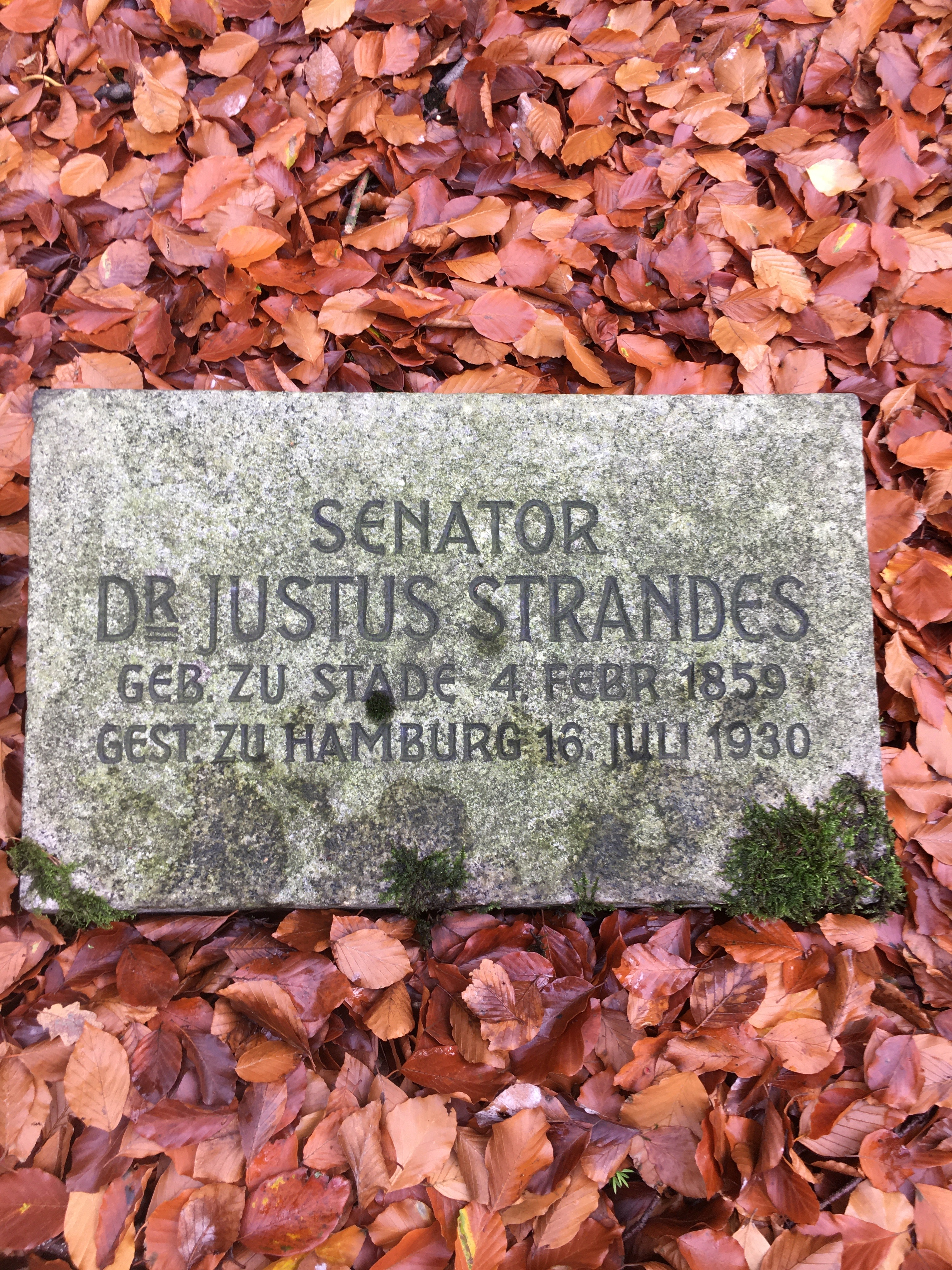
Kissenstein für Justus Strandes, Friedhof Ohlsdorf

Zuerst wurde Justus Strandes 1910 in die Hamburger Bürgerschaft gewählt, am 9. Januar 1911 erfolgte die Wahl zum Kaufmännischen Senator, wo er vor allem im Bereich Handel tätig war. Im Ersten Weltkrieg ließ sich Strandes im Oktober 1914 aus dem Senat beurlauben, um nach der Besetzung von Antwerpen dort Zivilverwalter zu werden. Nach Problemen kehrte er im Juli 1915 wieder nach Hamburg zurück, und sein Senatskollege Gustav Sthamer führte die Aufgaben in Antwerpen fort. In Hamburg widmete er sich während des Weltkrieges vor allem um Versorgungsfragen. Zusätzlich zu seinem Senatsamt wurde Strandes im September 1918 für alle hanseatischen Städte hanseatischer Gesandter in Berlin. Nach der Novemberrevolution blieb Strandes – auf Wunsch von Carl Petersen – Senator und wurde von der Mehrheits-SPD wieder gewählt (→Hamburger Senat 1919–1933). Er war vor allem als hamburgischer Gesandter und hamburgisches Mitglied im Reichsrat tätig, bis er aus Altersgründen am 18. März 1925 zurücktrat. Aufgrund seiner erfolgreichen Arbeit wurde er 1925 zum außerordentlichen Gesandten und bevollmächtigten Konsul der Hansestadt Hamburg in Berlin ernannt, bis zu seinem Rücktritt am 31. März 1930 hatte er dieses Amt inne.
Justus Strandes wurde 1930 auf der Familiengrabanlage auf dem Ohlsdorfer Friedhof, Planquadrat W 22, Grabnummern 136-139, beigesetzt.

## Ehrungen
- 1922 wurde Strandes die Ehrendoktorwürde der Philosophischen Fakultät der Universität Hamburg für seine Verdienste um die Gründung verliehen.
- 1930 wurde er mit der „Bürgermeister-Stolten-Medaille“, der höchsten Ehrung Hamburgs nach der Ehrenbürgerwürde, ausgezeichnet.
- 1938 wurde im Stadtteil Ohlsdorf eine Straße – der vormalige, nach dem jüdischen Hamburger Reformpädagogen Anton Rée benannte, Réesweg – in Justus-Strandes-Weg umbenannt.[5] Für Ende 2023 ist eine Rückbenennung geplant wegen der kolonialen Aktivitäten Strandes' in Ostafrika.[6]

## Werke
- Erinnerungen an Kindheit und Jugend und an die Kaufmannszeit in Hamburg und Ostafrika: 1865 - 1889. Justus Strandes; Sven Tode (Hrsg.), Hamburg 2004, Hanseatischer Merkur, ISBN 3922857302
- Justus Strandes: Die Portugiesenzeit von Deutsch- und Englisch-Ostafrika, Berlin 1899